# Henry Krtschil

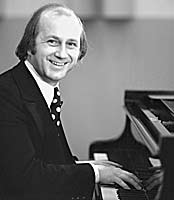
Henry Krtschil (1974)

Henry Krtschil, auch Krtschyl (* 3. Oktober 1932 in Dresden; † 7. Juli 2020 in Berlin), war ein deutscher Komponist, Dirigent und Pianist.

## Leben
Nach seinem Abitur 1951 studierte Henry Krtschil von 1951 bis 1956 an der Hochschule für Musik „Hanns Eisler“ Berlin. Er war anschließend ein Jahr als Repetitor an der Staatlichen Ballettschule Berlin tätig. Im Jahr 1957 spielte er Hanns Eisler vor, der ihn an das Berliner Ensemble holte. Hier arbeitete Krtschil bis 1970 als Repetitor und stellvertretender musikalischer Leiter. In den 1950er-Jahren begann auch Krtschils Zusammenarbeit mit Gisela May, der er über 30 Jahre lang musikalisch verbunden blieb. Ab 1970 war er für die Volksbühne Berlin tätig. Zu den wichtigsten Arbeiten in dieser Zeit gehören die Komposition für die Trilogie Der Bauch von Kurt Bartsch, die mit dem Kritikerpreis ausgezeichnet wurde, sowie die Vertonung von Heiner Müllers Die Schlacht. An der Volksbühne arbeitete Krtschil unter anderem mit Benno Besson und Erich Engel zusammen. Ab 1977 war Krtschil freischaffend tätig und ging 1991 an das Theater im Palais in Berlin. Hier war er als Komponist, aber auch als Pianist aktiv. Im Jahr 1999 zog er sich von der Bühne zurück.
Parallel zu seiner Bühnenarbeit komponierte er als Freischaffender auch Filmmusiken für das Fernsehen der DDR, unter anderem für Der Hase und der Igel, Polizeiruf 110: Die letzte Kundin oder die Fernsehserie Rentner haben niemals Zeit. Außerdem vertonte er Texte von Schriftstellern wie Erich Kästner, Bertolt Brecht und Kurt Tucholsky.
1977 wurde er mit dem Kunstpreis der DDR ausgezeichnet.
Krtschil lebte im Berliner Stadtteil Friedrichshain. Er starb am 7. Juli 2020 im Alter von 87 Jahren und fand seine letzte Ruhestätte auf dem St. Hedwig-Friedhof II in Berlin-Weißensee, Smetanastraße 36–54.

## Filmografie (Auswahl)
- 1965: Schule der Frauen
- 1972: Der Mann seiner Frau
- 1976: Frau Jenny Treibel (Fernsehfilm)
- 1977: Der Stein des Glücks
- 1977: Dantons Tod (Studioaufzeichnung)
- 1978: Polizeiruf 110: Doppeltes Spiel
- 1978: Rentner haben niemals Zeit (Fernsehserie, 20 Folgen)
- 1980: Abenteuer mit den Abrafaxen
- 1982: Der Hase und der Igel
- 1982: Geschichten übern Gartenzaun (Fernsehserie, 14 Folgen)
- 1985: Der verzauberte Weihnachtsmann
- 1987: Der Hauptmann von Köpenick
- 1987: Polizeiruf 110: Die letzte Kundin
- 1987: Bebel und Bismarck (Fernsehmehrteiler)
- 1988: Die verzauberten Brüder (Fernsehfilm)
- 1989: Die Irrfahrten des Weihnachtsmannes

## Theatermusik
- 1974: Francisco Pereira da Silva: Speckhut – Regie: Manfred Karge/Matthias Langhoff (Volksbühne Berlin)
- 1974: Kurt Bartsch: Der Bauch – Regie: Fritz Marquardt (Volksbühne Berlin)

## Hörspielmusik
- 1984: Brüder Grimm: Der Teufel mit den drei goldenen Haaren (auch Leitung Instrumentalgruppe) – Regie: Maritta Hübner (Kinderhörspiel – Litera)